# Begonia salisburyana
Espèce
Begonia salisburyana est une espèce de plantes de la famille des Begoniaceae.
L'espèce fait partie de la section Loasibegonia.
Elle a été décrite en 1954 par Edgar Irmscher (1887-1968).

## Répartition géographique
Cette espèce est originaire du pays suivant : Nigéria.